# Бойл, Джон, 15-й граф Корк
Джон Ричард Бойл, 15-й граф Корк и 15-й граф Оррери (англ. John Boyle, 15th Earl of Cork; род. 3 ноября 1945 года) — британский наследственный пэр и член Палаты лордов, где он заседает в качестве независимого депутата. Бойл был офицером Королевского Военно-Морского Флота, прежде чем унаследовать свои титулы в 2003 году. С 1995 по 2003 год носил титул виконта Дангарвана.
Полная титулатура: 15-й виконт Бойл из Киналмики в графстве Корк (с 14 ноября 2003 года), 15-й барон Бандон-Бридж в графстве Корк (с 14 ноября 2003), 15-й граф Корк (с 14 ноября 2003), 15-й граф Оррери (с 14 ноября 2003), 15-й лорд Бойл из Бронгхилла (с 14 ноября 2003), 12-й барон Бойл из Марстона в графстве Сомерсет (с 14 ноября 2003), 16-й виконт Дангарван в графстве Уотерфорд (с 14 ноября 2003), 15-й лорд Бойл из Йола в графстве Корк (с 14 ноября 2003 года).

## Биография
Родился 3 ноября 1945 года. Старший сын Джона Уильяма Бойла, 14-го графа Корка (1916—2003) и Мэри Лесли Гордон-Финлейсон, дочери генерала сэра Роберта Гордона-Финлейсона. Младшие братья — достопочтенный Роберт Уильям Бойл (род. 1948) и достопочтенный Чарльз Реджинальд Бойл (род. 1957). Он получил первоначальное образование в школе Хэрроу в Лондоне.

## Королевский военно-морской флот
Джон Ричард Бойл поступил в Королевский военно-морской флот и окончил Королевский военно-морской колледж в Дартмуте. В 1976 году, будучи лейтенант-коммандером, он получил командование подводной лодкой HMS Sealion.

## Политика
Джон Ричард Бойл был впервые назван виконтом Дангарваном в качестве титула учтивости с 1995 года после того, как его отец унаследовал графства. Он унаследовал титул графа Корка и Оррери после смерти своего отца, Джона Бойла, 14-го графа Корка и Оррери, 14 ноября 2003 года. Джон Бойл был избран заседать в Палате лордов на дополнительных выборах наследственных пэров в июле 2016 года, после того как лорд Бриджес перестал быть членом Палаты из-за его неявки в палату. Это положение было создано после принятия закона о реформе Палаты лордов 2014 года . Он победил Ричарда Хьюберта Гордона Гилби, 12-го барона Вокс из Херроудена, 15 голосами против 8 в голосовании всех сидящих на скамье независимых наследственных пэров . Хотя его ирландские титулы происходили из Пэрства Ирландии, что не дает ему права быть избранным, он также имеет титул барона Бойла из Марстона в системе Пэрства Великобритании, что позволило ему баллотироваться на дополнительных выборах для наследственных пэров. В Палате лордов он упоминается своими более высокими ирландскими титулами как граф Корк и Оррери, несмотря на то, что был избран через свое баронство.

## Личная жизнь
2 июня 1973 года Джон Ричард Бойл женился на Ребекке Джульетте, урождённой Ноубл (род. 20 января 1950), младшей дочери Майкла Энтони Кристобаля Ноубла, барона Гленкингласа (1913—1984) и Энн Пирсон. У них трое детей:
- Леди Кара Мэри Сесилия Бойл (род. 16 июня 1976), муж с 2005 года достопочтенный Джеймс Уильям Майкл Уиллоуби (род. 8 марта 1976), трое детей
- Рори Джонатан Кортни Бойл (род. 10 декабря 1978)[6], виконт Дангарван с 2003 года. Женат на Люсинде Джей Дэви, одна дочь
- Леди Давина Клэр Тереза Бойл (род. 10 декабря 1978), муж с 2013 года Кристофер Торберн Найт (род. 20 октября 1973), двое детей.